# Bardaskan
Bardaskan est une ville située au nord-est de l'Iran, dans la province du Khorasan-e-razavi.

## Galerie
| - Tour Ali Abad Keshmar - Tour Firouzabad |